# Ligny-Thilloy
Ligny-Thilloy és un municipi francès situat al departament del Pas de Calais i a la regió dels Alts de França. L'any 2007 tenia 548 habitants.

## Demografia

### Població
El 2007 la població de fet de Ligny-Thilloy era de 548 persones. Hi havia 206 famílies de les quals 44 eren unipersonals (12 homes vivint sols i 32 dones vivint soles), 59 parelles sense fills, 95 parelles amb fills i 8 famílies monoparentals amb fills.
La població ha evolucionat segons el següent gràfic:
Habitants censats

### Habitatges
El 2007 hi havia 222 habitatges, 203 eren l'habitatge principal de la família, 7 eren segones residències i 12 estaven desocupats. Tots els 222 habitatges eren cases. Dels 203 habitatges principals, 183 estaven ocupats pels seus propietaris, 19 estaven llogats i ocupats pels llogaters i 1 estava cedit a títol gratuït; 7 tenien dues cambres, 23 en tenien tres, 49 en tenien quatre i 125 en tenien cinc o més. 182 habitatges disposaven pel capbaix d'una plaça de pàrquing. A 81 habitatges hi havia un automòbil i a 104 n'hi havia dos o més.

### Piràmide de població
La piràmide de població per edats i sexe el 2009 era:
| Homes | Edats   | Dones |
| ----- | ------- | ----- |
| 0     | 95 o +  | 0     |
| 4     | 90 a 94 | 0     |
| 4     | 85 a 89 | 16    |
| 4     | 80 a 84 | 8     |
| 16    | 75 a 79 | 8     |
| 8     | 70 a 74 | 12    |
| 4     | 65 a 69 | 0     |
| 8     | 60 a 64 | 8     |
| 16    | 55 a 59 | 8     |
| 20    | 50 a 54 | 12    |
| 32    | 45 a 49 | 32    |
| 20    | 40 a 44 | 16    |
| 8     | 35 a 39 | 12    |
| 20    | 30 a 34 | 20    |
| 8     | 25 a 29 | 12    |
| 8     | 20 a 24 | 12    |
| 32    | 15 a 19 | 16    |
| 8     | 10 a 14 | 24    |
| 12    | 5 a 9   | 20    |
| 20    | 0 a 4   | 8     |

## Economia
El 2007 la població en edat de treballar era de 367 persones, 256 eren actives i 111 eren inactives. De les 256 persones actives 239 estaven ocupades (133 homes i 106 dones) i 17 estaven aturades (7 homes i 10 dones). De les 111 persones inactives 39 estaven jubilades, 32 estaven estudiant i 40 estaven classificades com a «altres inactius».

### Ingressos
El 2009 a Ligny-Thilloy hi havia 204 unitats fiscals que integraven 553 persones, la mediana anual d'ingressos fiscals per persona era de 16.328 €.

### Activitats econòmiques
Dels 8 establiments que hi havia el 2007, 1 era d'una empresa de construcció, 5 d'empreses de comerç i reparació d'automòbils, 1 d'una empresa d'hostatgeria i restauració i 1 d'una empresa de serveis.
L'únic servei als particulars que hi havia el 2009 era un electricista.
L'any 2000 a Ligny-Thilloy hi havia 14 explotacions agrícoles que ocupaven un total de 610 hectàrees.

## Equipaments sanitaris i escolars
El 2009 hi havia una escola elemental integrada dins d'un grup escolar amb les comunes properes formant una escola dispersa.

## Poblacions més properes
El següent diagrama mostra les poblacions més properes.